# Saint-Aubin-du-Désert
Saint-Aubin-du-Désert és un municipi francès situat al departament de Mayenne i a la regió de País del Loira. L'any 2007 tenia 258 habitants.

## Demografia

### Població
El 2007 la població de fet de Saint-Aubin-du-Désert era de 258 persones. Hi havia 104 famílies de les quals 25 eren unipersonals (14 homes vivint sols i 11 dones vivint soles), 47 parelles sense fills i 32 parelles amb fills.
La població ha evolucionat segons el següent gràfic:
Habitants censats

### Habitatges
El 2007 hi havia 181 habitatges, 104 eren l'habitatge principal de la família, 49 eren segones residències i 28 estaven desocupats. 177 eren cases i 1 era un apartament. Dels 104 habitatges principals, 91 estaven ocupats pels seus propietaris, 12 estaven llogats i ocupats pels llogaters i 2 estaven cedits a títol gratuït; 1 tenia una cambra, 6 en tenien dues, 14 en tenien tres, 28 en tenien quatre i 56 en tenien cinc o més. 86 habitatges disposaven pel capbaix d'una plaça de pàrquing. A 56 habitatges hi havia un automòbil i a 42 n'hi havia dos o més.

### Piràmide de població
La piràmide de població per edats i sexe el 2009 era:
| Homes | Edats   | Dones |
| ----- | ------- | ----- |
| 0     | 95 o +  | 0     |
| 0     | 90 a 94 | 0     |
| 4     | 85 a 89 | 4     |
| 0     | 80 a 84 | 8     |
| 4     | 75 a 79 | 4     |
| 4     | 70 a 74 | 4     |
| 16    | 65 a 69 | 12    |
| 4     | 60 a 64 | 12    |
| 12    | 55 a 59 | 0     |
| 0     | 50 a 54 | 0     |
| 12    | 45 a 49 | 12    |
| 12    | 40 a 44 | 4     |
| 16    | 35 a 39 | 8     |
| 4     | 30 a 34 | 8     |
| 12    | 25 a 29 | 0     |
| 4     | 20 a 24 | 4     |
| 8     | 15 a 19 | 4     |
| 4     | 10 a 14 | 4     |
| 4     | 5 a 9   | 4     |
| 4     | 0 a 4   | 0     |

## Economia
El 2007 la població en edat de treballar era de 142 persones, 107 eren actives i 35 eren inactives. De les 107 persones actives 93 estaven ocupades (54 homes i 39 dones) i 15 estaven aturades (3 homes i 12 dones). De les 35 persones inactives 19 estaven jubilades, 6 estaven estudiant i 10 estaven classificades com a «altres inactius».

### Ingressos
El 2009 a Saint-Aubin-du-Désert hi havia 115 unitats fiscals que integraven 286 persones, la mediana anual d'ingressos fiscals per persona era de 14.326 €.

### Activitats econòmiques
Dels 9 establiments que hi havia el 2007, 1 era d'una empresa de fabricació d'altres productes industrials, 3 d'empreses de construcció, 3 d'empreses de comerç i reparació d'automòbils, 1 d'una empresa de serveis i 1 d'una entitat de l'administració pública.
Dels 4 establiments de servei als particulars que hi havia el 2009, 1 era un taller de reparació d'automòbils i de material agrícola, 2 paletes i 1 fusteria.
L'any 2000 a Saint-Aubin-du-Désert hi havia 25 explotacions agrícoles que ocupaven un total de 1.296 hectàrees.

## Poblacions més properes
El següent diagrama mostra les poblacions més properes.